# Jean-Antoine Chaptal

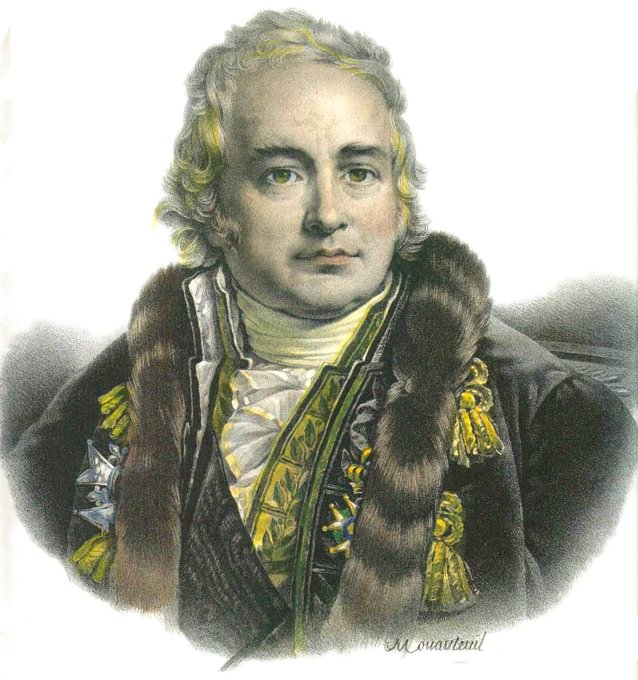
Jean-Antoine Chaptal.

Jean-Antoine Claude Chaptal, greve av Chanteloup, född 4 juni 1756 och död 30 juli 1832, var en fransk kemist och ämbetsman.
Chaptal var ledare för salpeterfabriken i Grenoble, där han förenklade fabrikationen, och blev senare  professor i Montpellier. Chaptal förbättrade fabrikationsmetoderna för svavelsyra, alun och soda, införde turkiskt rött i den franska färgeritekniken och införde en metod att förbättra vin, Chaptalisering. Han blev 1800 inrikesminister, och främjade som sådan industrins och kommunikationsmedlens framsteg. Under de hundra dagarna var han högste styresman för handels- och industriväsen. 
Bland hans verk märks Essai sur le perfectionnement des arts chimiques en France (1800), Élémens de chymie (3 band, 4:e upplagan 1803), Chimie appliquée aux arts (4 band, 1807). Flera skrifter översattes tidigt till svenska, såsom Medborgaren C:s nya tvättmetod (1802) och andra liknande skrifter. Hans namn tillhör de 72 som är ingraverade på Eiffeltornet.